# Joaquim Rasquinho
Joaquim José de Sousa Rasquinho, mais conhecido apenas como Joaquim Rasquinho (Loulé, 8 de Dezembro de 1736 - Faro, 10 de Dezembro de 1822) foi um pintor português, que se destacou pelas suas obras de figuras e cenas religiosas, tendo várias telas suas sido expostas em igrejas na região do Algarve.

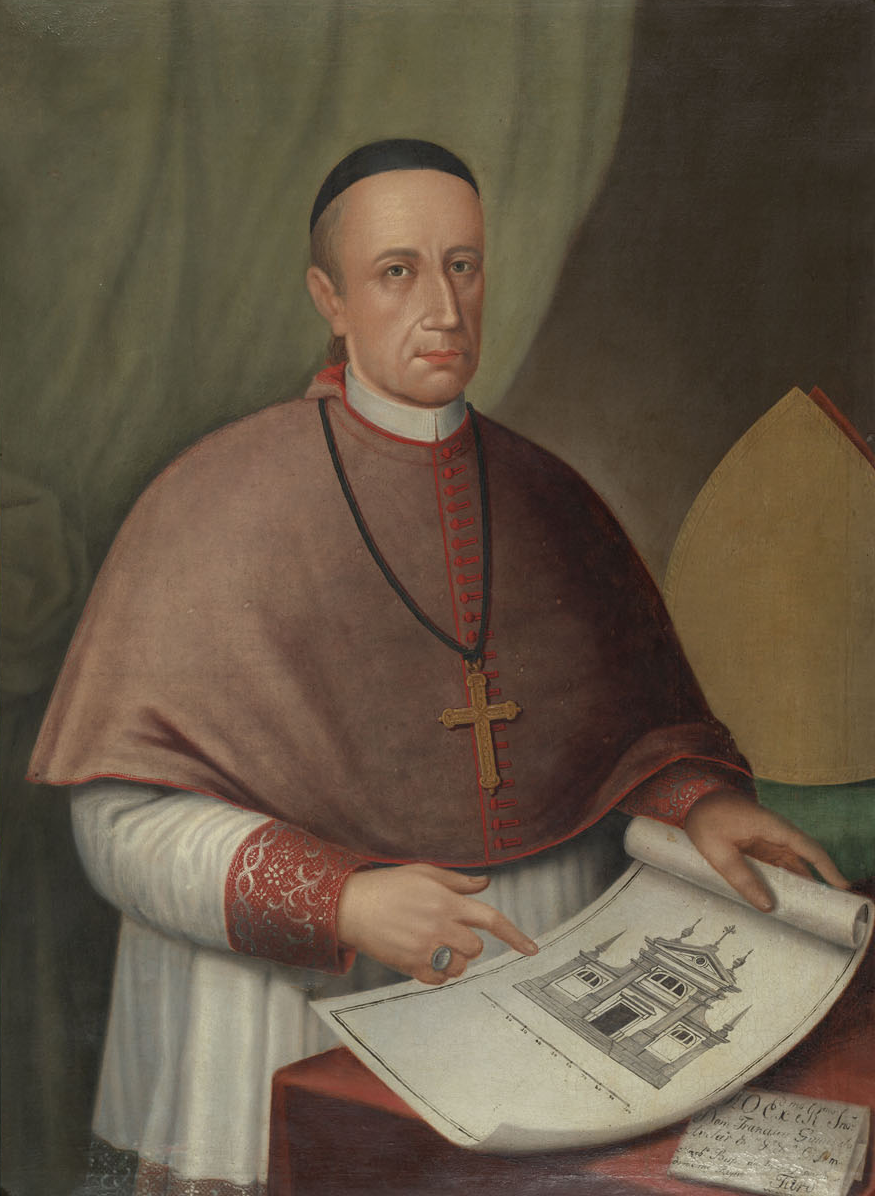
Pintura de D. Francisco Gomes de Avelar, por Joaquim Rasquinho.

## Biografia
Nasceu em 8 de Dezembro de 1736, na vila de Loulé, filho de Manoel Gonçalves Rasquinho e de Josefa da Encarnação. Embora os seus pais o tivessem encaminhado para a carreira eclesiástica, demonstrou desde cedo uma grande aptidão para a pintura, pelo que desistiu do curso religioso e começou a aprender arte, primeiro através da cópia de estampas e através do estudo de Aníbal Caraxe e outros grandes pintores. Depois Joaquim Rasquinho tornou-se aluno do pintor espanhol Francisco Correia Nobre, quando este passou pela cidade de Faro. Porém, o artista faleceu pouco depois, pelo que teve de prosseguir os seus estudos sozinho.
Teve um grande impacto na arte algarvia, tendo criado mesmo uma espécie de escola a nível regional, onde se formaram vários artistas. Foi responsável por um grande número de obras no Algarve, incluindo na cobertura da Igreja de São Francisco, em Tavira. Também em Tavira, pintou quatro telas sobre São Elias na Capela dos Terceiros, o retábulo da Igreja do Espírito Santo do Hospital em 1805, e pela mesma época a pintura do retábulo da Igreja de Santa Maria do Castelo. Segundo o historiador de arte Daniel Santana, esta última obra é um exemplo da forte ligação que existia entre o artista e o então Bispo do Algarve, D. Francisco Gomes do Avelar, que ordenou a reconstrução da igreja nas últimas décadas do século XVIII.
Terá sido igualmente o autor de uma cópia de um quadro do Senhor Morto, na Sacristia de São Pedro, em Faro, e das pinturas de Nossa Senhora da Conceição, na Câmara Municipal daquela cidade. Pintou também a tela de São Salvador na Igreja Paroquial de Alvor, e a tela central na cobertura da Capela de Nossa Senhora da Conceição, em Loulé.
Segundo o investigador Ataíde Oliveira, destacou-se igualmente na produção de retratos, «que os fazia bem parecidos e sobretudo lhes dava uma expressão, que os tornava apreciadíssimos». Uma das suas principais obras deste género foi o retrato de D. Francisco Gomes do Avelar, que foi exposto no Museu Municipal de Faro.
Faleceu na cidade de Faro, em 10 de Dezembro de 1822, aos 84 anos de idade.